# Václav Vlasák (kněz)
Václav Vlasák (* 23. května 1946 Mladá Boleslav) je český katolický kněz, okrskový vikář turnovského vikariátu, děkan v Turnově, emeritní sídelní kanovník kapituly sv. Štěpána v Litoměřicích.

## Životopis
Narodil se v Mladé Boleslavi. Vystudoval Střední průmyslovou školu železniční v České Třebové. Po absolvování základní vojenské služby nastoupil do vozového depa v Pardubicích, kde pracoval jako technik, později v automobilových závodech Mladá Boleslav, pobočce v Bělé pod Bezdězem jako dílovedoucí.
V letech 1974 – 1979 studoval teologii na Cyrilometodějské bohoslovecké fakultě v Litoměřicích.
Kněžské svěcení přijal 22. června 1979 v katedrále sv. Štěpána v Litoměřicích z rukou Františka kardinála Tomáška.
Poté sloužil jako kaplan v Mladé Boleslavi, prefekt a spirituál v kněžském semináři v Litoměřicích, děkan u Všech Svatých v Litoměřicích, farář v Krnsku, děkan v Dobrovici a okrskový vikář mladoboboleslavského vikariátu.
Od roku 1996 působí jako děkan v Turnově a okrskový vikář turnovského vikariátu.
26. prosince 2010 byl litoměřickým biskupem Janem Baxantem jmenován a 12. února 2011 byl instalován sídelním kanovníkem Katedrální kapituly u sv. Štěpána v Litoměřicích.